# Raça e sexualidade

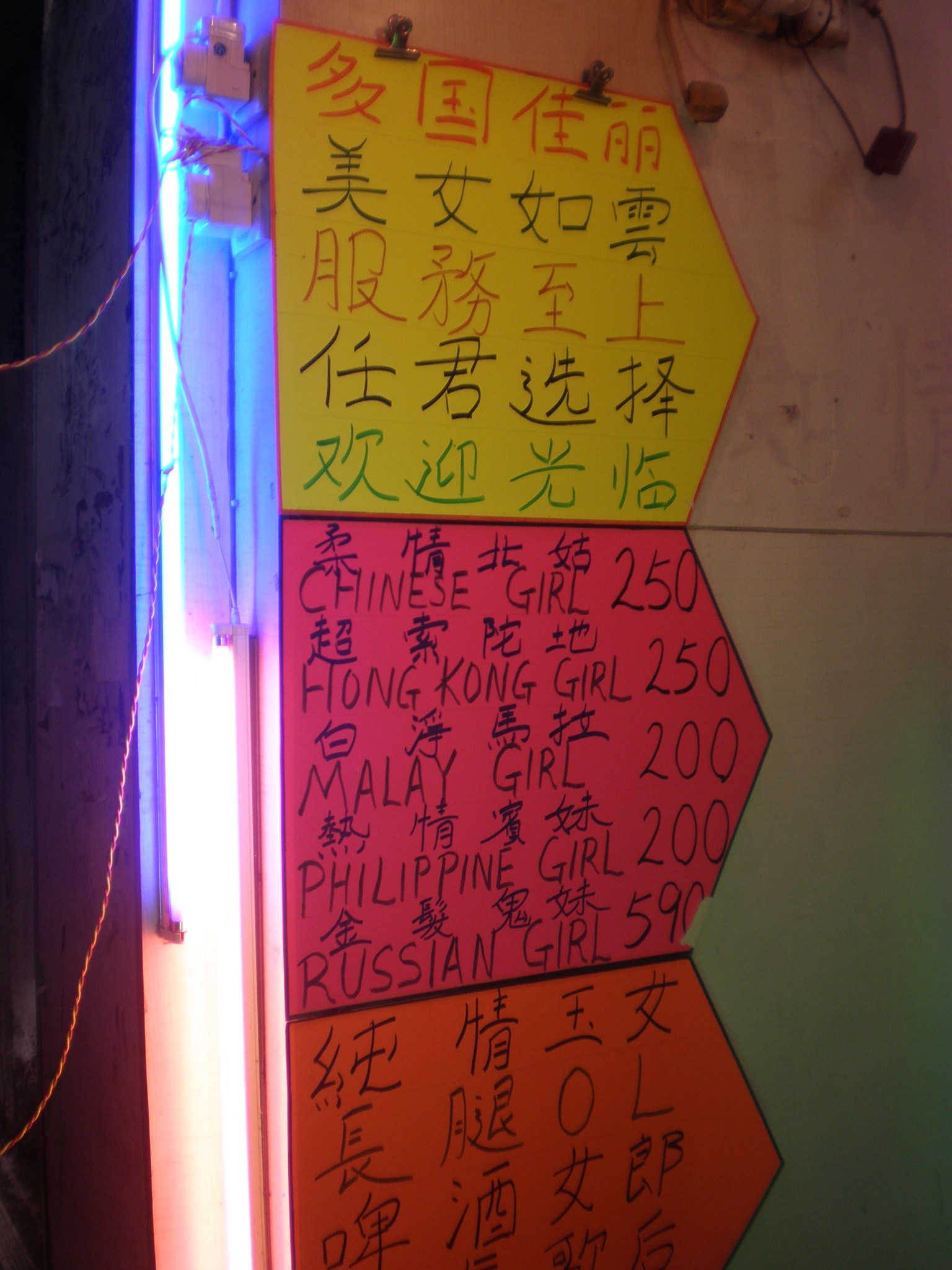
Uma placa anunciando preços diferentes para várias nacionalidades de mulheres fora de um bordel em Hong Kong

Os conceitos de raça e sexualidade interagiram de diversas maneiras em diferentes contextos históricos. Embora parcialmente baseados em semelhanças físicas dentro dos grupos, a raça é entendida pelos cientistas como uma construção social em vez de uma realidade biológica. Sexualidade humana envolve sentimentos e comportamentos biológicos, eróticos, físicos, emocionais, social ou espirituais.
A legislação dos Estados Unidos possui uma história complexa em relação à raça e à sexualidade. No século XIX, a resistência à mistura entre negros e brancos levou à aprovação de leis que proibiam o casamento inter-racial. Ao mesmo tempo, o medo do apelo sexual das mulheres asiáticas levou à proibição completa da migração de mulheres chinesas para os Estados Unidos, pois acreditava-se que elas seduziriam homens casados brancos.
Estudos sobre encontros online e atratividade física indicaram que a raça pode ser "genderizada", pois foi repetidamente constatado que mulheres do Leste e Sudeste Asiático eram consideradas mais atraentes do que outros grupos de mulheres. Estereótipos raciais genderizados existem dentro da comunidade LGBT, os quais foram descritos tanto como alienantes quanto como capacitadores.
Historicamente, a raça tem sido um fator no fetichismo sexual, com o Fetiche asiático — uma preferência por mulheres de ascendência asiática — e a fetichização dos homens negros sendo exemplos notórios.

## Atitudes em relação aos relacionamentos inter-raciais

### Nos Estados Unidos antes da Era dos Direitos Civis
Após a abolição da escravidão em 1865, os americanos brancos demonstraram uma resistência crescente em relação à mistura racial. Os remanescentes da divisão racial tornaram-se mais acentuados após a escravidão, à medida que o conceito de brancura se desenvolveu. Havia uma crença amplamente difundida de que o desejo incontrolável ameaçava a pureza da nação. Isso aumentou a ansiedade dos brancos em relação ao sexo inter-racial, e foi descrito através da teoria climática de Montesquieu em seu livro The Spirit of the Laws, que explica como pessoas de climas diferentes têm temperamentos distintos: "Os habitantes dos países quentes são, como velhos, tímidos; as pessoas dos países frios são, como jovens, corajosas." Na época, as mulheres negras eram associadas ao estereótipo de "Jezebel", que afirmava que as mulheres negras frequentemente iniciavam relações sexuais fora do casamento e eram geralmente promíscuas. Essa ideia surgiu dos primeiros encontros entre homens europeus e mulheres africanas. Como os homens não estavam acostumados ao clima extremamente quente, interpretaram a falta de vestimenta das mulheres como vulgaridade.
Após a abertura do Japão por Matthew Perry, começou a se espalhar nos Estados Unidos a notícia sobre a sedutora feminilidade das mulheres asiáticas. O medo de que mulheres asiáticas seduzissem homens brancos e destruíssem famílias brancas levou à aprovação do Page Act of 1875, que impedia a entrada de mulheres chinesas nos Estados Unidos.
Existem algumas razões potenciais para o desenvolvimento de ideias tão fortes sobre o sexo inter-racial. A Reconstruction Era que se seguiu à Guerra Civil começou a desmontar aspectos tradicionais da sociedade sulista. Agora, os sulistas, que estavam acostumados a ser dominantes, já não podiam legalmente administrar suas fazendas por meio da prática da escravidão. Os democratas do Sul não ficaram satisfeitos com o resultado dessa reforma. Essa reconstrução radical do Sul foi profundamente impopular e lentamente se desfez, levando à introdução das leis Jim Crow, que legalmente discriminavam os afro-americanos, Houve um aumento no sentimento de domínio branco e de racismo sexual entre os sulistas. As tensões se intensificaram após o fim da Guerra Civil em 1865 e, como resultado, a ansiedade sexual existente na população branca se intensificou. O Ku Klux Klan foi formado em 1867, um evento que desencadeou violência e terrorismo direcionados à população negra. Quando as chamadas leis Jim Crow foram afinal revogadas, levou anos para que o tribunal resolvesse os inúmeros atos de discriminação.
Acusações de assédio sexual eram frequentemente usadas como justificativa para o linchamento de afro-americanos. Emmett Till foi um adolescente afro-americano que foi linchado por dois homens brancos. Till foi linchado porque seus agressores acreditavam que ele havia assobiado para uma mulher branca, mas na realidade, ele havia assobiado por seus próprios motivos.

### Desafios às atitudes
Após a Segunda Guerra Mundial, um grande número de mulheres asiáticas (especialmente japonesas) casou-se com militares dos EUA. Os casamentos com mulheres asiáticas inicialmente enfrentaram obstáculos legais devido a leis preexistentes contra o casamento inter-racial. No entanto, a determinação dos militares americanos de casar com mulheres japonesas resultou em uma ampla desobediência à lei. A alta reputação das esposas de guerra japonesas gerou simpatia do público em geral pelas dificuldades enfrentadas por casais inter-raciais, levando a uma maior tolerância pelo casamento inter-racial. Em 1947, a War Brides Act foi alterada para conceder cidadania aos filhos de militares americanos, independentemente da raça ou etnia. Em última instância, o esforço para normalizar os casamentos inter-raciais envolvendo mulheres japonesas levou à aprovação do ato McGarran-Walter, que revogou o Immigration Act of 1924, afrouxando, assim, as restrições à imigração e os requisitos de cidadania para imigrantes não provenientes do noroeste europeu.

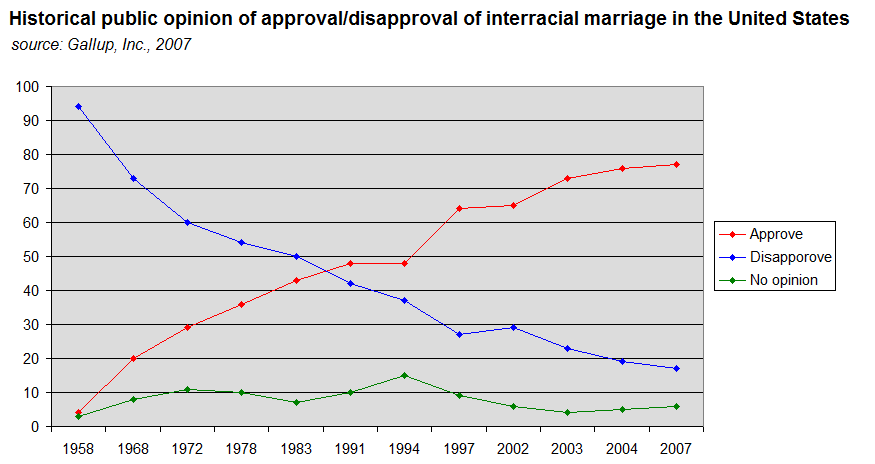
Gráfico indicando a medida em que os cidadãos dos EUA concordam ou discordam do casamento inter-racial, abrangendo o período de 1958 a 2007

A prevalência de casais inter-raciais pode demonstrar como as atitudes mudaram nos últimos 50 anos. Um caso que recebeu grande publicidade é o de Mildred e Richard Loving. O casal morava em Virginia mas teve que se casar fora do estado devido às leis anti-miscigenação presentes em quase metade dos estados dos EUA em 1958. Uma vez casados, o casal retornou à Virgínia e ambos foram presos em sua residência por infringir o Racial Integrity Act, sendo cada um condenado a um ano de prisão, condenação que foi posteriormente revertida pela Suprema Corte dos Estados Unidos.

## Preferências raciais

### Comunidade heterossexual

#### Encontros online
A raça afeta a probabilidade de uma pessoa receber respostas em sites de encontros online, no entanto, isso varia muito de acordo com o gênero e a raça. Pesquisas indicaram uma aceitação progressiva dos relacionamentos inter-raciais por indivíduos brancos. A maioria dos americanos brancos não é contra relacionamentos e casamentos inter-raciais, embora essas crenças não impliquem que a pessoa em questão busque um casamento inter-racial por si mesma. Em 2007, menos de 5% dos americanos brancos se casaram fora de sua própria raça; No entanto, isso não implica que os brancos sejam menos propensos a entrar em relacionamentos inter-raciais, pois o tamanho maior da população branca (em relação aos asiáticos ou afro-americanos) significa que os casamentos inter-raciais não têm um impacto tão grande nas taxas de casamento dos brancos quanto nos das populações não brancas. Em 2017, a taxa de casamentos fora da raça entre os brancos dobrou para 11%.
Em 2021, a Universidade da Califórnia publicou uma análise abrangente das tendências de encontros online nos Estados Unidos. Os autores afirmam que o crescimento dos encontros online exacerbou os preconceitos raciais subjacentes nos encontros.
Os dados dessa pesquisa mostram que homens heterossexuais brancos têm maior probabilidade de receber mensagens de mulheres negras, asiáticas e hispânicas do que homens da mesma raça; entretanto, quando os homens respondem às mulheres, as mulheres brancas não têm a mesma vantagem. Os autores atribuem essa diferença ao fato de que o status socioeconômico é mais importante para as mulheres, e a atratividade física mais importante para os homens. A preferência por parceiros da mesma raça é mais comum entre os brancos do que entre os não brancos, independentemente do gênero ou orientação sexual.
Os autores demonstram que os homens negros em encontros, e especialmente as mulheres negras, estão em desvantagem nos encontros online. Eles também mostram que as mulheres brancas heterossexuais e os homens brancos gays têm menos probabilidade de enviar mensagens para homens asiáticos em comparação com aqueles de sua própria raça, mas as mulheres negras e latinas têm a mesma probabilidade.
Na maioria dos países, certos grupos raciais são frequentemente percebidos como mais atraentes fisicamente do que outros, e isso muitas vezes varia de acordo com o gênero. Nos Estados Unidos, vários estudos encontraram que as mulheres do Leste Asiático são o grupo feminino mais desejado, enquanto os homens do Leste Asiático são menos desejados. Alguns consideram que isso é resultado da hipersexualização das mulheres asiáticas na mídia popular, enquanto outros estudos atribuem a maior taxa de casamentos inter-raciais a uma simples preferência pelas características físicas das mulheres asiáticas.
Um estudo de 2009 analisou as tendências de encontros online entre homens brancos e mulheres brancas. Os autores descobriram que homens negros e asiáticos enfrentavam altas taxas de exclusão por parte de mulheres brancas, enquanto homens brancos eram mais propensos do que mulheres brancas a excluir negros, mas, fora isso, estavam mais dispostos a namorar inter-racialmente.
Yancey, et al. (2009) relatam as preferências dos afro-americanos: o parceiro mais preferido pertencia ao grupo hispânico (61%), seguido pelos indivíduos brancos (59,6%) e, por fim, pelos asiático-americanos (43,5%). Tanto os hispânico-americanos quanto os asiático-americanos preferem namorar um indivíduo branco (80,3% e 87,3%, respectivamente), e ambos estão menos dispostos a namorar afro-americanos (56,5% e 69,5%). Em todos os casos significativos, os asiático-americanos são menos preferidos do que os hispânico-americanos, e os asiático-americanos são significativamente mais preferidos do que os afro-americanos. Os hispânico-americanos têm menor probabilidade de serem excluídos nas preferências de parceiros em encontros online por brancos em busca de um parceiro, pois os latinos são frequentemente vistos como um grupo étnico que está cada vez mais se assimilando à cultura americana branca.
Homens asiáticos e mulheres negras enfrentam mais obstáculos para serem aceitos online do que seus equivalentes do sexo oposto. De acordo com Kao, et al., a desvantagem de namoro dos homens asiáticos persistiu mesmo quando eles possuíam níveis educacionais avançados e rendimentos significativamente mais altos. Entretanto, um nível educacional mais elevado influencia as escolhas na outra direção, de modo que um maior nível de escolaridade está associado a sentimentos mais otimistas em relação aos relacionamentos inter-raciais. Homens brancos têm maior probabilidade de excluir mulheres negras, em comparação com mulheres de outras raças. Um estudo de 2009 descobriu que um subconjunto de homens brancos que utilizam encontros online estavam abertos a namorar mulheres de todas as raças, exceto mulheres negras.
Altos níveis de exposição prévia a uma variedade de grupos raciais estão correlacionados com uma diminuição nas preferências raciais. As preferências raciais em encontros também são influenciadas pela área de residência. Aqueles que residem nas regiões sudeste dos estados americanos têm menos probabilidade de já terem tido um relacionamento inter-racial e são menos propensos a namorar inter-racialmente no futuro. Pessoas que praticaram costumes religiosos regularmente aos 12 anos também têm menor probabilidade de namorar inter-racialmente. Além disso, aqueles de origem judaica têm significativamente mais probabilidade de entrar em um relacionamento inter-racial do que aqueles de origem protestante.
Um estudo de 2015 sobre encontros online inter-raciais em vários países Europeus, analisando as preferências de encontros de europeus, africanos, asiáticos (incluindo Sul-Asiáticos) e hispânicos, constatou que a maioria das raças classificava os europeus como os mais preferidos, seguidos por hispânicos e asiáticos como intermediariamente preferíveis, e, por fim, os africanos como os menos preferidos. Os resultados específicos de cada país foram mais variáveis, com países mais diversos demonstrando maior abertura para relacionamentos inter-raciais. Os pesquisadores observaram que os árabes tendiam a ter preferências de parceiros da mesma raça mais acentuadas em regiões com populações árabes maiores, possivelmente devido a normas culturais mais tradicionais sobre casamento.
Atualmente, existem sites que focam em preferências demográficas específicas, de modo que solteiros podem se cadastrar online e se concentrar em uma qualidade particular de parceiro, como raça, crenças religiosas ou etnia. Além disso, há serviços de encontros online que direcionam escolhas de parceiros específicas por raça, e uma seleção de páginas dedicadas a encontros inter-raciais que permitem aos usuários selecionar parceiros com base na idade, gênero e, particularmente, raça. Os serviços de encontros online geram controvérsia nesse contexto, pois há debates sobre se declarações como "sem asiáticos" ou "não atraído por asiáticos" em perfis de usuários são racistas ou simplesmente indicam preferências individuais.
Minorias étnicas não brancas, na maioria indianos e asiáticos do Leste, que sentem que lhes faltam perspectivas de namoro devido à sua raça, às vezes se referem a si mesmos como ricecels, currycels, ou, de forma mais ampla, ethnicels, um termo relacionado a incel. As preferências raciais são, às vezes, consideradas como um subconjunto de lookism.

### Comunidade LGBT
Hoang Tan Nguyen, professor assistente de Estudos de Inglês e Cinema no Bryn Mawr College, escreveu que os homens asiáticos são frequentemente feminilizados e desexualizados tanto pela mídia dominante quanto pela mídia LGBT. O autor Richard Fung, asiático-canadense e gay, opinou que, enquanto os homens negros são retratados como hipersexualizados, os homens asiáticos gays são retratados como sendo femininos. Segundo Fung, os homens asiáticos gays tendem a ignorar ou demonstrar desagrado com raças como os negros e outros asiáticos, mas aparentemente dão aceitação e aprovação sexual aos homens brancos gays.
Dentro da comunidade transgênero e entre aqueles atraídos por mulheres trans, mulheres de descendência asiática do Leste são altamente procuradas, devido ao estereótipo racial de que as características das mulheres asiáticas são "mais bonitas" do que as das mulheres brancas. De acordo com Chong-suk Han, isso explica por que drag queens asiáticas do Leste geralmente vencem concursos de beleza trans, porque elas são consideradas capazes de passar mais facilmente como femininas. Charlie Anders observa que os filmes pornográficos transsexuais mais vendidos retratam mulheres trans asiáticas, e que elas são altamente estimadas e procuradas por homens que se identificam como heterosexual.
Mulheres asiático-americanas relataram uma sensação de invisibilidade nas comunidades lésbicas, gays e bissexuais (LGB). De acordo com um estudo de 2015, participantes asiático-americanas que se identificaram como lésbicas ou bissexuais frequentemente relataram estereótipos e fetichismo em círculos LGB e na cultura americana em geral, bem como baixa representatividade dentro da comunidade, como minorias.
Na subcultura de homens gays alemães, foram relatadas atitudes discriminatórias, particularmente em relação a homens obesos ou com sobrepeso, homens femininos e homens asiáticos.
As preferências raciais também são prevalentes em encontros online entre gays nos Estados Unidos. Phua e Kaufman (2003) observaram que homens que procuram outros homens online têm mais probabilidade do que homens que procuram mulheres de atentarem para traços raciais. De acordo com um estudo, pessoas LGBTQ+ têm significativamente mais probabilidade de estar em relacionamentos inter-raciais do que pessoas heterossexuais.

## Viés racial
Um estudo de 2015 sobre racismo sexual entre homens gays e bissexuais encontrou uma forte correlação entre as atitudes racistas dos participantes e suas preferências raciais declaradas.
Em seu ensaio de 2018 "Alguém tem o direito ao sexo?", a filósofa Amia Srinivasan argumentou que os padrões de beleza ocidentais têm origens racializadas, e afirmou que o viés racial pode moldar o desejo sexual.

## Fetichismo racial
O fetichismo racial é o ato de sexualmente fetichizar uma pessoa ou cultura pertencente a uma raça ou grupo étnico específico.

### Teorias
Homi K. Bhabha explica o fetichismo racial como uma forma de estereotipagem racista, que está entrelaçada no discurso colonial e se baseia em crenças múltiplas/contraditórias e fragmentadas, semelhantes à negação que Sigmund Freud discute. Bhabha define o discurso colonial como aquele que ativa simultaneamente o "reconhecimento e a negação das diferenças raciais/culturais/históricas" e cujo objetivo é definir o colonizado como 'outro', mas também como estereótipos fixos e conhecíveis. O fetichismo racial envolve sistemas de crenças contraditórios nos quais o 'outro' é tanto demonizado quanto idolatrado.
Os efeitos do fetichismo racial como uma forma de racismo sexual entre homens gays de cor são discutidos em pesquisas conduzidas por Mary Plummer. Plummer constatou que clubes e bares gays, encontros de sexo casual assim como relacionamentos românticos frequentemente apresentavam situações psicologicamente angustiantes para homens gays não brancos. Isso inclui baixa autoestima, racismo sexual internalizado e aumento do sofrimento psicológico em homens de cor gays, como ser esperado que incorporem estereótipos raciais asiáticos ou que possuam características raciais estereotipicamente asiáticas, como "pele lisa".
O fetichismo pode assumir múltiplas formas e se ramificou para incorporar diferentes raças. As teorias do naturalista Darwin podem oferecer algumas observações sobre por que algumas pessoas podem achar outras raças mais atraentes do que a sua própria. A atração pode ser vista como um mecanismo para escolher um parceiro saudável. As mentes das pessoas evoluíram para reconhecer aspectos da biologia de outras pessoas que os tornam um parceiro apropriado ou bom. Essa área da teoria é chamada de hipótese de acasalamento ótimo fora da parentela.

### Exemplos

#### Mulheres brancas
Rey Chow argumenta que o fetichismo das mulheres brancas na mídia chinesa não tem nada a ver com sexo. Chow descreve isso como um tipo de fetichismo de mercadoria. Segundo Chow, as mulheres brancas são vistas como uma representação do que a China não possui: uma imagem de mulher como algo mais do que o oposto heterossexual do homem.
Perry Johansson argumenta que, após a globalização da China, a percepção dos ocidentais mudou drasticamente. Com a Abertura da China para o mundo exterior, as representações dos ocidentais passaram de inimigos da China para indivíduos de grande poder, dinheiro e sofisticação. Anúncios chineses retratam as mulheres ocidentais como símbolos de força. A linguagem corporal das modelos chinesas em anúncios expressa timidez e docilidade, enquanto a linguagem corporal das mulheres ocidentais demonstra poder e ausência de vergonha. O estudo sugeriu que as mulheres brancas são apresentadas até com qualidades que, de outra forma, seriam consideradas "masculinas" na cultura chinesa.
De acordo com um estudo de 2014 sobre mulheres suecas em Cingapura, as mulheres brancas não são fetichizadas no Leste Asiático, mas colocadas abaixo das mulheres asiáticas na hierarquia da beleza. Características raciais europeias, como cabelos loiros, dessexualizaram as mulheres suecas em Cingapura e as fizeram sentir menos femininas. Além disso, seus maridos suecos consideravam as mulheres taiwanesas locais altamente atraentes, contribuindo para a baixa autoestima das mulheres suecas.
De acordo com Erica Lorraine Williams, as mulheres brancas no Brasil são consideradas menos atraentes do que as mulheres de cor. Mulheres brasileiras brancas reclamaram que turistas sexuais homes não se interessam por elas, e que esses homens preferem mulheres não brancas em vez de mulheres brasileiras brancas. Por essa razão, as mulheres brasileiras brancas lutam para competir pelo dinheiro dos turistas sexuais masculinos.

#### Homens brancos
Na China, os homens brancos são fetichizados pelas mulheres chinesas, que os estereotipam como mais masculinos e melhores em satisfazer suas necessidades sexuais e emocionais. Foi relatado que mulheres na China que buscam ter um filho através de fertilização in vitro tendem a selecionar homens brancos da América e da Europa como doadores de sêmen, mesmo quando homens asiáticos estão disponíveis nesses países como doadores, porque elas são mais atraídas por traços físicos brancos, como cabelo claro ou cor dos olhos. As mulheres são proibidas de escolher doadores de sêmen com base em características físicas na China.

#### Mulheres asiáticas
Vários estudos demonstraram que as mulheres do Leste Asiático estão entre as mais desejadas em encontros. Pesquisas descobriram que as mulheres asiáticas são consideradas as mais desejáveis porque suas características físicas são percebidas como mais femininas e, portanto, mais atraentes do que as das mulheres brancas.
Um fetiche asiático focado em mulheres do Leste Asiático, Sudeste Asiático e, em certa medida, Sul Asiático foi documentado na Australásia, América do Norte e Escandinávia.
De acordo com um artigo de 2008 do Washington and Lee Journal of Civil Rights and Social Justice por Sunny Woan, o "fetiche asiático" moderno tem origem no imperialismo ocidental. Homens ocidentais destacados no exterior encontravam as mulheres asiáticas fisicamente atraentes, inocentes e sexualmente superiores às mulheres brancas. Esses estereótipos se espalharam quando os homens ocidentais retornaram a seus países de origem, e podem estar ligados à super-representação das mulheres asiáticas na pornografia, bem como ao fenômeno das noivas por correspondência.
Alguns casos de violência contra mulheres asiáticas, influenciados por estereótipos sexuais, foram noticiados pela mídia. Em um caso, em 2000, dois homens, David Dailey e Edmund Ball, e uma mulher, Lana Vickery, sequestraram, vendaram os olhos e estupraram duas mulheres japonesas em Washington. Vickery afirmou que Ball mirou especificamente nessas estudantes japonesas porque achava que elas eram submissas e menos propensas a denunciar abuso sexual. Em outro caso, em 2005, Michael Lohman, um estudante de doutorado na Universidade de Princeton, foi acusado pelo estado de Nova Jersey de perigo imprudente, roubo, assédio, bem como de adulterar um produto alimentício, incluindo cortar o cabelo de mulheres asiáticas e adulterar sua comida.

#### Árabes e do Oriente Médio
De acordo com vários artigos, a fetichização ocidental de mulheres árabes completamente encobertas levou ao estereótipo de que as mulheres árabes e as mulheres do mundo muçulmano são oprimidas e, portanto, submissas. Quando os exércitos franceses invadiram a Argélia, as mulheres argelinas pareciam estar vestidas de forma mais modesta, cobrindo-se da cabeça aos pés. Muitos fotógrafos franceses tentaram pagar às mulheres argelinas para que removessem parte de seus trajes religiosos e posassem para fotos que se transformaram em cartões postais franceses. Joseph Massad discute como a interpretação ocidental da cultura árabe pintou o estereótipo de que as mulheres árabes são exóticas e desejáveis. O livro de Massad foi amplamente influenciado pelo livro de Edward Said Orientalism.

#### Mulheres latino-americanas
Em seu livro Sex Tourism in Bahia: Enredos Ambíguos, Erica Lorraine Williams publicou a primeira etnografia completa sobre turismo sexual no Brasil, incluindo entrevistas com turistas que viajam exclusivamente para participar do turismo sexual, o qual pode ser considerado uma forma de fetichismo racializado. Um dos turistas entrevistados descreveu sua experiência: "Eu tenho uma queda por mulheres latinas, de pele morena, desde meus vinte e poucos anos. Eu sou de [um lugar] onde há muitas garotas loiras, brancas. Seja lá o que você tenha, você gosta do oposto – elas são exóticas, intrigantes."

#### Mulheres negras
A fetichização das mulheres negras se expandiu durante a Era Colonial, pois alguns senhores de escravos brancos estupravam e abusavam sexualmente de suas escravas negras. Eles justificavam suas ações rotulando as mulheres como propriedade hipersexual. Esses rótulos se solidificaram no que é comumente referido como o estereótipo da "Jezebel". O oposto dessa identidade ou persona "Jezebel" é a figura da "Mammy", que perde toda sua agência e autonomia sexual, tornando-se uma figura assexual. L. H. Stallings observa que a criação e as identidades das figuras Jezebel ou Mammy são "dependentes do patriarcado e da heterossexualidade." Um exemplo de fetichismo racial na era colonial é o de Sarah Baartman. O corpo de Baartman foi utilizado como meio para desenvolver uma representação anatomicamente precisa do corpo de uma mulher negra, em contraposição ao corpo de uma mulher europeia branca, durante a era do racismo biológico. O cientista que estudou sua anatomia chegou a fazer um molde dos genitais de Baartman postum, pois ela se recusou a permitir que ele examinasse sua região vaginal enquanto estava viva. Os dados coletados sobre Baartman são a origem do estereótipo do corpo feminino negro, ou seja, grandes nádegas e lábios vaginais.
Charmaine Nelson sugere que cada pintura nua alimenta o olhar voyeurístico masculino, mas a maneira como as mulheres negras são pintadas possui ainda mais subentendidos. "O corpo feminino negro desafia o desejo do sujeito masculino branco por um único sujeito de origem 'pura' de duas maneiras: primeiramente, através de uma 'alteridade' sexual enquanto mulher, e, em segundo lugar, através de uma 'alteridade' racial e de cor como negra. É o poder combinado desses dois marcadores de localização social que tem permitido aos artistas ocidentais representar as mulheres negras nas margens dos limites societais de decoro." Nelson afirma que qualquer mulher negra é considerada um fetiche nessas pinturas e que ela é vista apenas sob uma perspectiva sexual.
Um dos discursos populares mais recentes sobre a fetichização das mulheres negras gira em torno do lançamento da popular música de Nicki Minaj, "Anaconda", em 2014. Toda a música e o videoclipe giram em torno da grandeza dos traseiros das mulheres negras. Enquanto alguns elogiam o trabalho de Minaj por sua valorização da sexualidade feminina, outros criticam que essa música continua a reduzir as mulheres negras ao foco do olhar masculino. A música de 2020 "WAP" ("Wet-Ass Pussy") de Cardi B e Megan Thee Stallion recebeu uma recepção mista similar, com alguns veículos elogiando sua valorização da sexualidade feminina negra e outros alegando que ela era degradante ou objetificava mulheres de cor.

#### Homens negros
"Big black cock", geralmente abreviado para "BBC", é uma gíria sexual e um gênero de pornografia étnica, que foca em homens negros com grandes pênis. O estereótipo do tamanho de pênis maior em homens negros foi submetido a escrutínio científico. Não há base científica para apoiar o alegado pênis "exageradamente grande" em pessoas negras. O tema é encontrado tanto na pornografia heterossexual quanto na gay.
Em um estudo de 2009, um pequeno subconjunto de mulheres brancas que utilizam encontros online foi encontrado com uma preferência exclusiva por homens negros. Verificou-se que as mulheres brancas têm 7 vezes mais probabilidade do que os homens brancos de terem uma preferência exclusiva por negros, enquanto eram 11 vezes mais propensas do que os homens brancos a rejeitar asiáticos como parceiros. Mulheres brancas que se descrevem como tendo um tipo corporal "robusto, voluptuoso, com alguns quilos extras ou grande" têm maior probabilidade de preferir apenas homens negros, e mulheres brancas com tipos corporais mais esguios são 7 vezes mais propensas a excluí-los. Os autores sugeriram que os homens brancos podem ser mais propensos a preferir mulheres asiáticas devido a estereótipos que as veem como "a personificação da perfeição feminina e da feminilidade exótica". Estudos subsequentes de Feliciano, et al. replicaram amplamente esses resultados.
Num estudo de 2012, no qual foram entrevistadas 20 mulheres, os homens negros foram percecionados como mais atraentes do que os homens brancos ou do leste asiático. Nas aplicações de encontros, no entanto, as mulheres brancas que fazem encontros online, bem como outras mulheres de outras raças, têm geralmente preferência por homens brancos.

#### Mulheres judias
Na Idade Média, surgiu um recurso literário de mulheres judias seduzindo homens cristãos. Histórias de governantes medievais tendo casos com mulheres judias passaram a ser usadas para explicar como vários reinos se relacionavam com os judeus e o Judaísmo. Mulheres judias como interesse amoroso para homens cristãos tornaram-se populares na literatura da Europa Ocidental do século XIX, e passaram a ser conhecidas como La Belle Juive. Esse recurso frequentemente retratava as mulheres judias como hipersexualizadas. Uma versão contemporânea desse recurso caracteriza as mulheres judias como masculinas e com grandes apetites sexuais. A mídia moderna frequentemente funde essa caracterização das mulheres judias com o estereótipo da Princesa judia americana.

#### No BDSM
Há também uma prática no BDSM que envolve fetichizar a raça, chamada "raceplay". Susanne Schotanus definiu o raceplay como "uma prática sexual onde o background racial, seja imaginado ou real, de um ou mais participantes é usado para criar esse desequilíbrio de poder em uma cena de BDSM, através do uso de insultos, narrativas e objetos carregados de história racial." A autora feminista Audre Lorde alerta que esse tipo de BDSM "opera em conjunto com padrões sociais, culturais, econômicos e políticos de dominação e submissão", criando a perpetuação de estereótipos negativos, especialmente para mulheres negras.
No entanto, o raceplay também pode ser utilizado dentro do BDSM como uma prática curativa para que indivíduos negros retomem sua autonomia de uma história de subjugação. Uma dominatrix de BDSM explica que o raceplay lhe proporciona uma "sensação emocional de reparações". "A violência para as performer negras no BDSM torna-se não apenas um veículo de prazer intenso, mas também um modo de acessar e criticar o poder."

## Leituras adicionais
- Kudler, Benjamin A. (2007). Enfrentando a Raça e o Racismo: Identidade Social em Homens Gays Afro-Americanos (Tese de MSW). Northampton, Massachusetts: Smith College. Consultado em 18 de setembro de 2016
- Lay, Kenneth James (1993). «Racismo Sexual: Um Legado da Escravidão». National Black Law Journal. 13 (1): 165–183. Consultado em 18 de setembro de 2016
- Lilly, J. Robert; Thomson, J. Michael (1997). «Executando Soldados dos EUA na Inglaterra, Segunda Guerra Mundial: Influência de Comando e Racismo Sexual». The British Journal of Criminology. 37 (2): 262–288. JSTOR 23638647. doi:10.1093/oxfordjournals.bjc.a014158
- Plummer, Mary Dianne (2007). Racismo Sexual em Comunidades Gays: Negociando o Mercado Etnosexual (Tese de PhD). Seattle: University of Washington. hdl:1773/9181
- Stevenson, Howard C Jr. (1994). «A Psicologia do Racismo Sexual e da AIDS: Uma Saga Contínua de Desconfiança e do 'Outro Sexual'». Journal of Black Studies. 25 (1): 62–80. ISSN 0021-9347. JSTOR 2784414. doi:10.1177/002193479402500104